# Bulusan (volcan)
Pour les articles homonymes, voir Bulusan.
Le Bulusan est un volcan des Philippines, situé dans le Sud de l'île de Luçon, dans la région de Bicol. Il se trouve sur l'arc volcanique de Bicol, dont fait partie le volcan Mayon. La montagne est située à la limite des plaques philippine et eurasiatique, ce qui en fait un volcan de subduction. Celui-ci s'élève en bordure d'une caldeira de 11 km de diamètre.